# Cantenay-Épinard
Cantenay-Épinard è un comune francese di 2 151 abitanti situato nel dipartimento del Maine e Loira nella regione dei Paesi della Loira.

## Società

### Evoluzione demografica
Abitanti censiti